# Roger Lacans
 (février 2024).
Si vous disposez d'ouvrages ou d'articles de référence ou si vous connaissez des sites web de qualité traitant du thème abordé ici, merci de compléter l'article en donnant les références utiles à sa vérifiabilité et en les liant à la section « Notes et références ».
Pas d'image ? Cliquez ici

a Compétitions nationales et continentales officielles uniquement.

b Matchs officiels uniquement.
Roger Lacans, né le 7 avril 1931 à Lézignan-Corbières et mort le 15 janvier 2004 à Toulouse, est un joueur de rugby à XIII dans les années 1950 et 1960, reconverti entraîneur.

## Biographie
Il effectue sa carrière à Lézignan avec lequel remporte le Championnat de France en 1961 et la Coupe de France en 1960 aux côtés de René Moulis, André Carrère, Gilbert Benausse et Claude Teisseire.
Fort de ses performances en club, il est sélectionné à quatre reprises en équipe de France entre 1958-1960 affrontant l'Australie, le pays de Galles et la Grande-Bretagne.
Il devient par la suite entraîneur et prend en main le club de Lézignan et remporte la Coupe de France en 1970.
Son beau frère est Michel Maïque, capitaine de l'équipe de France de rugby à XIII, à la suite de son mariage avec Maryse Maïque. 

## Palmarès

### En tant que joueur
- Collectif :
  - Vainqueur du Championnat de France : 1961 (Lézignan).
  - Vainqueur de la Coupe de France : 1960 (Lézignan).
  - Finaliste du Championnat de France : 1959 (Lézignan).
  - Finaliste de la Coupe de France : 1961 (Lézignan).

### En tant qu'entraîneur
- Collectif :
  - Vainqueur de la Coupe de France : 1970 (Lézignan).
  - Finaliste de la Coupe de France : 1971 (Lézignan).